# Rhinoleucophenga personata
Rhinoleucophenga personata är en tvåvingeart som beskrevs av Malogolowkin 1946. Rhinoleucophenga personata ingår i släktet Rhinoleucophenga och familjen daggflugor. Inga underarter finns listade i Catalogue of Life.